# 琼台师范学院
琼台师范学院，简称琼台师院，是中华人民共和国的一所全日制本科公办省属普通高等学校，老校区位于海南省海口市琼山区。

## 历史
1705年，焦映汉捐献创建琼台书院。
1902年秋，琼台书院正式改为琼州府中学堂。
1911年，辛亥革命爆发后，为响应武昌起义，琼崖中学堂改名为琼崖中学。
1913年秋，经广东省教育厅批准，在琼崖中学附设师范班。
1920年9月，琼崖中学改为广东省立第六师范学校（简称六师）。
1926年2月，王文明、杨善集、罗汉、冯平等人在海口成立中共琼崖特别支部，3月8日中共广东第六师范支部随之成立，至1926年底，六师的党团员就有190多名，占全校学生五分之二。
1931年，广东省立第六师范学校与临高县乡村师范学校两校合并。
1935年，广东省立第六师范学校改名为广东省立琼崖师范学校。
1937年，七·七事变全面抗日战争爆发，琼崖师范学校长达8年的迁徙流离的办学生涯。
1946年，琼崖师范学校在府城丁字街原址复办，4月1日复校开课，这一天被定为复校纪念日。
1949年，中华民国政府设置海南特别行政区，学校改称“海南特区区立琼崖师范学校”。
1950年，海南岛战役后，学校先后使用了“广东省立琼山师范学校”、“广东琼台师范学校”、“海南师范学校”等多钟名称。
1969年，因文化大革命停办。
1974年，学校复办，为广东省四所重点师范学校之一。
1977年，首招物理、化学、中文、英语大专班。
1988年，海南建省后改称“海南琼台师范学校”。
2004年，经中华人民共和国教育部批准，升格成立琼台师范高等专科学校。。
2011年，被海南省人民政府确定为省级骨干高职院校。
2012年，经海南省教育厅批准，校内成立了幼儿师范学院。
2016年，经教育部批准，琼台师范高等专科学校升格成为本科院校。

## 附属机构
- 琼台师范学院附属幼儿园